# 常道立 (三原)
常道立（1584年—1644年），字修之，號還一，陝西西安府三原縣人，軍籍，明末政治人物。萬曆庚戌進士，崇禎時官至河南巡撫。

## 生平
丙午陕西鄉試第十六名舉人，万历三十八年（1610年）庚戌科會試三百名，三甲第二百四十二名進士。授吏部觀政。萬曆四十一年（1613年），授戶部福建司主事。萬曆四十四年（1616年）陞員外郎，次年陞郎中，丁外艱。累官兵部郎中，天啓五年（1625年）二月升山西按察司副使，六年十二月升四川布政使司右参政，崇禎二年二月升本省按察使，三年（1630年）四月调任山东按察使，十年（1637年）由河南布政使擢都察院右副都御史、巡撫河南，任內政績著聞，十二年因討賊失策罷官。明亡後不屈闖軍，北望神京、稽首哀呼絕食殉節。

## 家族
曾祖常仲金，祖常侃，父常偉，儒官。母李氏；繼母李氏。具庆下。兄道行（庠生）；道興，弟道充；道光；道顯。子常日新。